# HD 46349
HD 46349，又名CD-35 2947，SAO 196897、HR 2388，是一颗恒星，视星等为5.84，位于銀經243.53，銀緯-19.1，其B1900.0坐标为赤經6h 27m 39.3s，赤緯-35° -19.1′ 16″。